# Carl I. Hovland
Carl Iver Hovland (* 12. Juni 1912 in Chicago, Illinois; † 16. April 1961 in New Haven, Connecticut) war ein US-amerikanischer Psychologe. Er war einer der ersten Vertreter der psychologisch orientierten Medienwirkungsforschung.

## Leben
Seine Eltern waren Lutheraner skandinavischer Abstammung; seine Mutter, Augusta Anderson Hovland (1876–1970), war aus Schweden ausgewandert, während sein Vater, Ole C. Hovland (1871–1967), ein Kind norwegischer Einwanderer war, die sich in Minnesota niedergelassen hatten; er hatte die Familienfarm verlassen, um Elektroingenieur und Erfinder in Chicago zu werden. Beide überlebten ihren Sohn Carl; Carl verstarb im 49. Lebensjahren mit einem Krebsleiden.
Hovland besuchte zuerst die Northwestern University, wo er sich dem Erwerb eines möglichst gründlichen Hintergrunds in Mathematik, Physik und Biologie sowie in der experimentellen Psychologie widmete. Nach seinem B.A.- 1932 und dem M.A.-Abschluss im Jahr 1933 wechselte Hovland an die Yale University und promovierte (Ph.D.) hier 1936 zum Doktor der Philosophie und wurde an der dortigen Fakultät für Psychologie Dozent und Experimentalpsychologe. 
Während des Zweiten Weltkrieges forschte er für die US-amerikanische Armee. Hovland untersuchte die Wirkung von Militärfilmen auf die Verhaltensweise und Einstellung von Soldaten. Das Ziel dieser Forschungen war es, herauszufinden, inwieweit Filme mit militärischen Inhalten Einfluss auf die Moral der Soldaten haben und ob Einstellungsänderungen bei diesen Menschen provoziert und kontrolliert werden können. Des Weiteren beschrieb Hovland nach Untersuchungen zur Wirkung von Frank Capras Dokumentarfilm Why We Fight den Sleeper-Effekt.
Nach dem Zweiten Weltkrieg kehrte Hovland als Ordentlicher Professor nach Yale zurück. Hier fungierte er zwischen 1945 und 1951 als Vorsitzender des Fachbereichs Psychologie, er wurde 1947 zum Sterling Professor of Psychology ernannt.

## Werk
Nachdem Hovland mehrere Jahre in Yale als Forschungsassistent von Clark L. Hull gearbeitet hatte, wurde er Mitbegründer der Reihe von Studien zum menschlichen Lernen; er wurde zum Mitautor des bekannten Buches von Hull und seinen Mitarbeitern, Mathematico-Deductive Theory of Rote Learning (1940). Er beschäftigte sich mit klassischen Problemen der Konditionierung und des menschlichen Lernens. Er forschte zu dem Thema der Verallgemeinerung konditionierter Reaktionen und machte Entdeckungen über Faktoren, welche Reminiszenzeffekte der menschlichen Gedächtnisfunktion beeinflussen, oder zur Effizienz alternativer Methoden des Auswendiglernens sowie Arten der Lösung motorischer Konflikte. Zu Hovlands Zeitgenossen am Institut gehörten John Dollard, Leonard Doob und Clellan S. Ford, Neal Miller, O. Hobart Mowrer, George P. Murdock, Robert R. Sears und John W. M. Whiting.
In Yale erarbeitete er zudem mit Irving Janis und Harold H. Kelley den Yale-Ansatz zur Einstellungsänderung, der die Bedingungen einer erfolgreichen persuasiven Kommunikation beschreibt. Dazu gehören auch Studien zum Sleeper-Effekt, nach dem einstellungsändernde Wirkungen oft erst später eintreten.

## Publikationen (Auswahl)
Monografien
- Mit M. Sherif: Social Judgment: Assimilation and Contrast Effects in Communication and Attitude Change. Praeger 1981,  ISBN 978-0313224386.
- Mit M. J. Rosenberg; W. J. McGuire; R. P. Abelson: J. W. Brehm: Attitude Organization and Change: An Analysis of Consistency Among Attitude Components. Yale University Press, New Haven 1960.
- Mit I. L. Janis and H. H. Kelley: Communication and Persuasion: Psychological Studies of Opinion Change. Yale University Press, New Haven 1953.
- Mit A. A. Lumsdaine; F. D. Sheffield: Experiments on mass communication. Princeton University Press, Princeton 1949.
- Mit John Dollard; Neal E. Miller; Leonard W. Doob; O. H. Mowrer; Robert R. Sears; Clellan S. Ford: Frustration and aggression. Verlag Paul Trench, Trubner & Co., London 1944.

Zeitschriftenartikel, Buchkapitel
- Hovland, Janis & Kelley (1953): Communication and Persuasion. In: Hoffjann, O., Sandhu, S. (eds) Schlüsselwerke für die Strategische Kommunikationsforschung. Springer VS, Wiesbaden.
- Mit Robert R. Sears: Experimente zum motorischen Konflikt: 1. Arten von Konflikten und ihre Arten der Lösung. Zeitschrift für experimentelle Psychologie, 1938, 23, S. 477–493.
- Die Verallgemeinerung konditionierter Antworten: 1. Die sensorische Verallgemeinerung konditionierter Reaktionen mit unterschiedlichen Tonfrequenzen. Zeitschrift für Allgemeine Psychologie, 1937, 17, S. 125–148.
- Dorothy A. Bradshaw: Visual reaction time as a function of stimulusbackground contrast. In: Psychological research, 1937, 21 (1), S. 50–55.

## Ehrungen
- 1950: Mitglied der American Philosophical Society[1]
- 1956: Mitglied der American Academy of Arts and Sciences
- 1960: Mitglied der  National Academy of Sciences

## Privates
Hovland heiratete am 4. Juni 1938 Gertrude, geb. Raddatz (* 13. September 1911), beide hatten die Luther High North in Chicago besucht und Klavier bei der gleichen Lehrerin gelernt. Gertrude studierte anschließend Klavier am American Conservatory in Chicago und unterrichtete Klavier. Aus der Ehe stammten zwei Kinder, David Alan Hovland (* 18. Juli 1941) und seine Tochter, jetzt Katharine Hovland Walvick (* 12. Dezember 1942). David promovierte in Harvard in Psychologie und wurde Professor am Park College in Austin, Texas. Die Tochter Kathie erwarb in Wellesley einen B.A. in Mathematik und war die jüngste Frau, die die Vereinigten Staaten bei mehreren Bridge-Olympiaden vertreten hatte.